# Editorial Perfil
La Editorial Perfil S.A. es una empresa editorial argentina especializada en la producción de revistas semanales, produciendo el diario Perfil y las revistas Caras, Noticias y Semanario, entre otras. Produce también los medios de televisión Net TV, Bravo TV, Canal E, Caras TV y KZO en asociación con Kuarzo Entertainment Argentina y el medio radial Radio Perfil.

## Historia

### Surgimiento
El antecedente de Editorial Perfil fue Linotipia Fobera S.A, fundada por Alberto Fontevecchia en 1950 para la provisión de servicios gráficos. En 1960 esta editorial comienza a editar revistas deportivas orientadas al simpatizante de fútbol: "El Ciclón", "Racing", y por último, "Esto es Boca". En 1972 lanzan la revista mensual Weekend, dedicada a la caza, la pesca y actividades de esparcimiento y tiempo libre.
En 1975, Jorge Fontevecchia, hijo de Alberto, lanza su primera revista: un especial sobre el club de futbol River, el que había ganado su primer campeonato en 18 años. La ganancia obtenida le alcanza para fundar una pequeña editorial que se dedicaría a las revistas periodísticas y semanales. Las primeras revistas de la editorial SEPAL serían en el extranjero: "Actualidad" (1975) en Paraguay y "Noticias" (1976) en Uruguay. Poco después, edita sus primera revistas semanales en la Argentina: "Casos" y "La semana y usted". El 1 de junio de 1976, con la fusión de FOBERA y SEPAL, se crea Editorial Perfil S.A. en la Argentina.
Un año más tarde (1977), de regreso en Argentina, lanzó un semanario de bajo costo que le permitió obtener el capital para crear un semanario de información en su propio país llamado "La Semana", que sería censurada. Durante la Dictadura Militar (1976-1983), el semanario tuvo una actitud considerada cómplice, descalificó en su revista "La Semana" la primera denuncia sobre la ESMA producida por un sobreviviente, Horacio Domingo Maggio al que llamó "terrorista". La revista Garganta Poderosa rechazó un premio otorgado por la Editorial Perfil ya que "históricamente, Jorge Fontevecchia se ocupó de arrancar retazos de realidad para vestir a sus mentiras como si fueran verdad", recordando su pasado durante el Proceso. Durante la Guerra de Malvinas (1982), Fontevecchia lanzó varias editoriales apoyando el Proceso de Reorganización Nacional y tildando de campaña antiargentina a quienes criticaban las violaciones a los derechos humanos que ocurrían en el país. Fontevecchia publicó un editorial donde se decía en forma de "Carta abierta a un periodista europeo": "Y, por favor, no nos venga a hablar de campos de concentración, de matanzas clandestinas o de terror nocturno. Todavía nos damos el gusto de salir de noche y volver a casa a la madrugada...".
En 1979 nace  la revista de espectáculos "Semanario".

### Regreso de la democracia
En 1985 la editorial crea la edición argentina de la revista mensual para adultos Playboy y la revista semanal femenina Mía. Al año siguiente se inaugura la planta industrial de Perfil en el barrio de Barracas de la ciudad de Buenos Aires. En 1988, Fontevecchia lanzó en San Pablo, dos revistas masivas: "Mía" y "Semanario", que continúan en circulación.
En 1989, Fontevecchia regresó a Argentina y con el capital generado por su editorial en Brasil, transformó "La Semana" en un newsmagazine bautizado Noticias de la Semana, abandonando definitivamente el modelo de publicación ilustrada con el que la revista Life inspiró durante décadas a casi todos los semanarios del mundo. Ese mismo año, la editorial trae de Alemania un extenso fragmento del destruido Muro de Berlín como símbolo de la libertad.

### Década de 1990
En enero de 1990, la Editorial Perfil inaugura en Miami, Estados Unidos, una filial de su empresa llamada "Perfil Publishing Company", para distribuir sus revistas en los Estados Unidos y el resto de Latinoamérica.
En la década de 1990 se suman lanzamientos de nuevas revistas: Look, Caras (y sus versiones en Brasil y Portugal) y Supercampo.
En 1997 es asesinado el fotógrafo de Perfil, José Luis Cabezas,  como represalia por su participación en una investigación periodística sobre el empresario Alfredo Yabrán.
También en 1997 se inicia la instalación de la rotativa KBA para la impresión de diarios. El éxito económico de la revista Caras en Brasil le permitió a la editorial financiar el lanzamiento del diario Perfil en Argentina en 1998. El primer número salió a la venta el sábado 8 de mayo de ese año y vendió 80.000 ejemplares. El 11 de abril de 1998, Perfil se convirtió en el primer diario argentino en tener su propia página web Perfil.com, antes de introducirse al mercado tradicional. El 31 de julio, a tres meses de su comienzo, fue cerrado debido a que no se cumplió con las expectativas de ventas, sumado a la escasa publicidad en el medio.

### Década de 2000
En 2001 publican el Diario de la Guerra, edición de colección. En 2002 compró el total de la Editorial Primavera y sus revistas Crucigrama, Joker, Parabrisas y Salud Vital.
En 2003 nacen las revistas Hombre, Luz y Fortuna. Al año siguiente, en 2004, Editorial Perfil hace una alianza con el portal Pisteros.com para formar la revista de automóviles Pisteros, pero en marzo de 2006 la alianza se rompe y la revista cambia su nombre a "Rápidos y furiosos".
El 11 de septiembre de 2005 se relanzó la publicación Perfil como un periódico dominical, con la idea de que, una vez afianzado, se agregara una edición los sábados hasta poder publicarse todos los días.  También este año se produce la primera edición de los Premios Perfil al talento creativo de periodistas, fotógrafos, productores y diseñadores.

#### Controversias sobre la pauta oficial
Editorial Perfil no recibía pauta publicitaria oficial durante la presidencia de Néstor Kirchner, por lo que pidió un amparo en 2006, que culminó con el reconocimiento por parte de la Corte Suprema de Justicia de la Nación de que esa política era violatoria del derecho de libertad de expresión y ordenando que se le diera publicidad oficial. Como la sentencia no fue cumplida, el juez impuso al Estado una multa compensatoria.
El diario Perfil según una nota basada en el informe oficial, sobre distribución de la publicidad del gobierno de la ciudad de Buenos Aires, fue denominado como uno de los grandes ganadores del reparto de la publicidad oficial durante la gestión de Mauricio Macri. Dicha publicación señala que Perfil, recibió una pauta publicitaria de 1,3 millones, en contraste con el diario Página 12 que solo recibió 400 mil pesos anuales.

### Década de 2010
Entre 2014 y 2015 la editorial comprar una gran cantidad de revistas brasileñas para aumentar su peso en ese mercado: Aventuras na História, Bons Fluidos, Manequim, Minha Casa, Minha Novela, Viva Mais, Sou mais Eu, Recreo, Máxima, Vida Simples, Contigo, Tititi, Ana Maria, Arquitectura e Construçao, Placar y Você.
Desde diciembre de 2016, Diario Perfil distribuye los sábados el diario oficial del Vaticano, "L'Osservatore Romano", una edición local que suma contenido propio a la edición semanal en español y se distribuirá junto a la edición de este viernes de Diario Perfil.
En 2017, Editorial Perfil agrega dos nuevos suplementos a su diario: en mayo sale Perfil Córdoba, con noticias sobre la provincia mediterránea, y en septiembre el diario impreso de habla inglesa "Buenos Aires Times". Según explicó la Editorial, el Buenos Aires Times aspira a “rendir tributo al legado” del diario “Buenos Aires Herald”, cerrado por cuestiones financieras en agosto de 2017. El nuevo diario se distribuye como un suplemento de Perfil los sábados y cuenta 16 páginas que reúnen las principales noticias en inglés de Argentina, América Latina y el mundo. Además, dispone de una página web que se actualizará diariamente. El "BA Times" es dirigido por el director ejecutivo de la Editorial, Agustino Fontevecchia, y el jefe de redacción, James Grainger. Cuenta en sus páginas con columnas exclusivas de los periodistas Robert Cox, Andrew Graham-Yooll y James Neilson, referentes indiscutidos del desaparecido “Buenos Aires Herald”.
En marzo de 2019, la Editorial Perfil publica en la Argentina, Chile, Paraguay y Uruguay la afamada revista femenina Marie Claire. En junio lanza la Radio Perfil 101.9 FM.

### Década de 2020
En el año 2020, la Editorial Perfil decide relanzar la revista Semanario luego de 4 años de receso, al año siguiente, en abril del 2021, Editorial Perfil lanza la revista impresa de papel de su sitio web digital Exitoína, dedicado a los espectáculos y la farándula.

## Sede

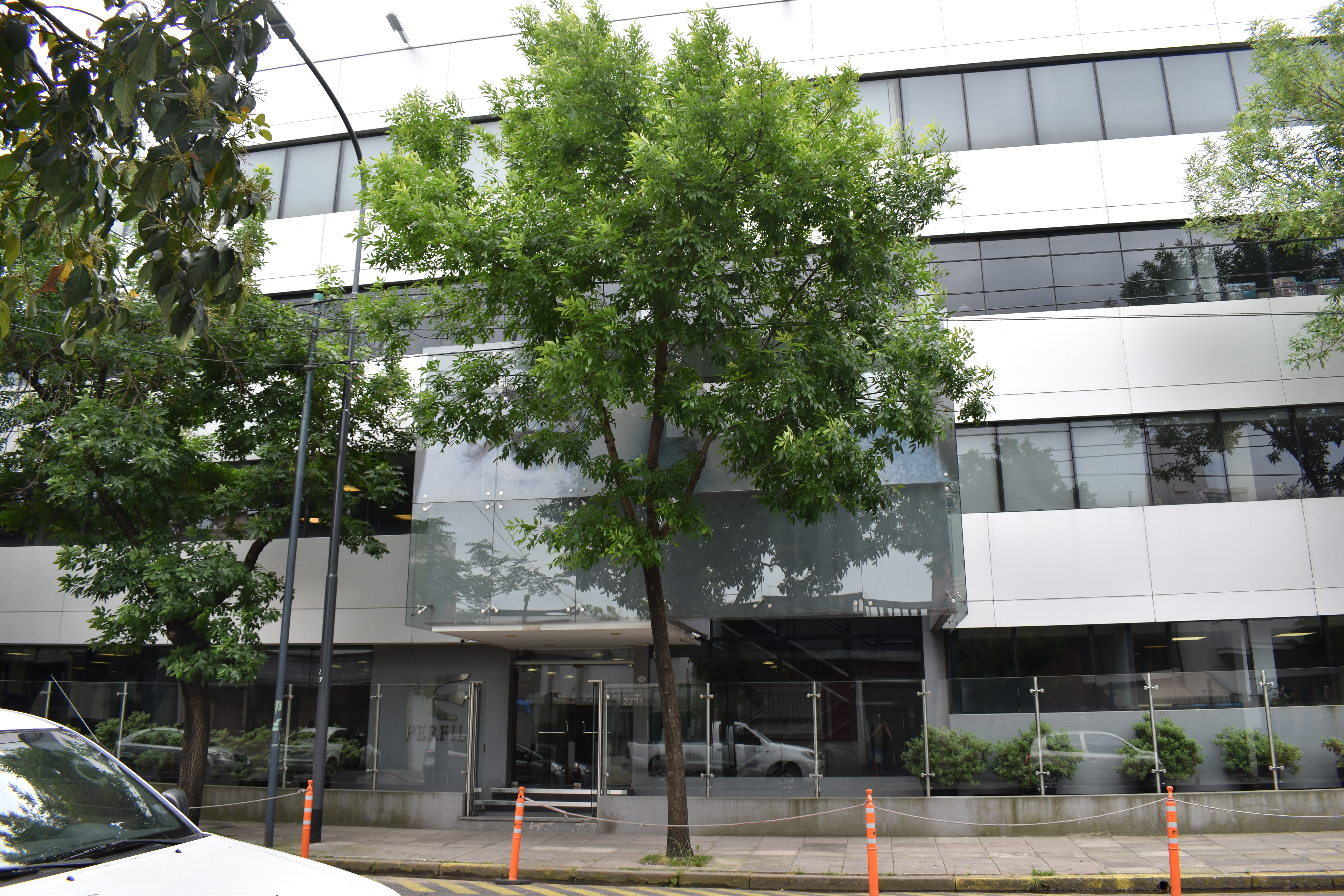
Sede de la Editorial inaugurada en 2015.

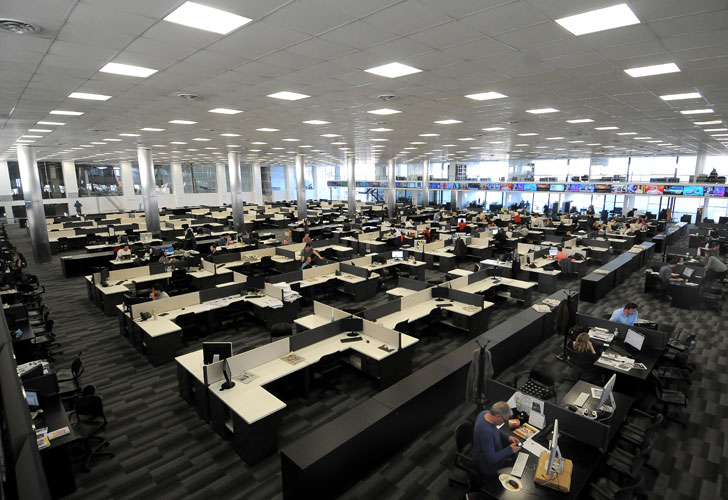
Sala de Redacciones de Editorial Perfil S.A. en el barrio de Barracas.

En octubre de 2015, Editorial Perfil celebró la inauguración de su nueva sede, ubicada en el predio donde desde 1984 funciona su planta impresora, en el Barrio de Barracas de la Ciudad de Buenos Aires. El moderno edificio, a cargo del estudio de arquitectura Plaghos y Asociados, cuenta con centro de documentación y archivo, bar, restaurante, cocheras y un sector industrial en una superficie de 17 655 m². Además, se trata de un edificio sustentable, con un sistema de aire acondicionado ecológico, ahorro de entre 30 % y 70 % de agua, consumo de energía eléctrica, libre de humo y la utilización de la luz natural.
El hall de entrada del edificio está ornamentado con una gigantografía de José Luis Cabezas, fotógrafo de la editorial asesinado en 1997, y un tramo del Muro de Berlín. La editorial recibió de Alemania una parte del muro a cambio de que construyeran una escuela en Alemania, algo que en ese momento costaba 10 000 dólares.

## Perfil Entertainment
Desde 2016, Editorial Perfil cuenta con licencias para canal de radio y televisión. Mediante los decretos 1107/2016 y 1108/2016 publicados el 19 de octubre en el Boletín Oficial, se adjudicó una licencia para “la instalación, funcionamiento y explotación de un servicio de televisión abierta digital” a PERFIL TV S.A. y una segunda licencia para Jorge Fontevecchia, respectivamente. Las licencias para canales de televisión abierta que obtuvo Perfil, son consideradas “must carry”, es decir, de obligada difusión por todos los operadores de cable. Jorge Fontevecchia dejó su cargo de Presidente y CEO de Editorial Perfil para ocupar el mismo cargo en “Perfil Entertainment”, una nueva empresa enfocada en el área televisiva. Las licencias de TV adjudicadas abarcan un período de 10 años desde el inicio de las emisiones regulares.
El propio Jorge Fontevecchia, CEO del grupo, anuncia el inicio de emisiones del canal Net TV para el día 1 de junio de 2018 cuando comenzarán con las emisiones de prueba con su nuevo logotipo y progresivamente tráileres de los programas para debutar después del Mundial.
Net TV se puede ver desde el 1° de octubre de 2018 al lado de los restantes canales de televisión abierta: Telefe, El Trece, América TV, Canal 9 y la Televisión Pública. El 15 de noviembre de 2019 comienzan las primeras emisiones de prueba de la segunda señal de Editorial Perfil bajo la denominación de Alfa TV que ya se la puede sintonizar en todo el AMBA mediante la señal 21.1 de la Televisión Digital Terrestre Argentina. El 20 de noviembre de 2019 comienzan las primeras emisiones de prueba de Bravo TV en la señal 27.1 en todo el AMBA.
Todos estos proyectos fueron presentados a mediados de mayo de 2018 al presidente Mauricio Macri en la Casa Rosada por Jorge Fontevecchia y Juan Cordón, presidente y director de Operaciones, respectivamente, de Perfil Network; y Gustavo González, presidente de Editorial Perfil. A la misma también asistieron el ministro de Modernización, Andrés Ibarra; el secretario de Comunicación Pública, Jorge Grecco; y el vocero presidencial, Iván Pavlovsky.
El 1 de junio de 2019, la Editorial lanza su radioemisora Radio Perfil en el dial 101.9 de la frecuencia modulada con programación periodística, deportiva y musical.
En 2023 anunció el lanzamiento del canal de noticias económicas Canal E.
En 2024 lanza el canal de variedades Caras TV en reemplazo de Alfa TV.

## Críticas
Editorial Perfil, el diario y su titular se vieron involucrados por dos transferencias del exterior por un total de 650 mil dólares, ordenadas por una empresa de Bahamas, a través de su filial en Montevideo por un total de 650 mil dólares, ordenadas por Winterbotham Trust Co.Ltd. de Bahamas, a través de su filial en Montevideo y el juez interviniente Diego García Berro resolvió que no había delito alguno.
El empresario de medios Matías Garfunkel afirmó en una nota publicada el 16 de septiembre de 2012 que "Editorial Perfil desde hace 12 años tiene un concurso preventivo de crisis" que se inició el 27 de diciembre de 2001. se trata de la apertura del concurso de acreedores de Perfil S.A. en el cual el 25 de septiembre de 2007 el Juzgado en lo Comercial había homologado el concordato con sus acreedores.
Según la nota periodística Madames et monsieurs ("Señoras y señores"), aparecida el 3 de diciembre de 2008 en el semanario político Veintitrés, Fontevecchia recibió una distinción de parte de la ultraconservadora Fundación Atlas en 2007 y al respecto el propio Fontevecchia dijo en su momento “Aparezco en esta especie de Ku Kux Klan local (al que no conozco y tampoco puedo calificar) por el solo hecho de que en el año 2007 me otorgaron el premio ‘Valiente defensa de la libertad’. Es cierto, pero aclaro que ni fui a recibir el premio”.
En diciembre de 2011 fue criticada por tapa de Caras de Luis Alberto Spinetta, mostrándolo ya muy enfermo, a 2 meses antes de su muerte.
En 2013 se vinculó a Editorial Perfil, de su propiedad con un presunto espionaje a funcionarios del Gobierno nacional en una causa penal que fue sobreseída en 2016 al considerar los camaristas que el invocado espionaje no era una violación de secretos de Estado a tenor de la Ley de Espionaje, destacándose que los correos electrónicos interferidos no contenían información susceptible de ser considerada secretos de Estado, bajo la citada ley.
En 2014 la editorial otorgó el Premio Fortuna de Oro a la empresa Odebrecht como la mejor compañía del país, empresa que posteriormente se vería envuelta en el gran escándalo de corrupción internacional.
En 2016 la editorial  se hallaba nuevamente en dificultades económicas, originándose reclamos tras la decisión empresarial de no pagar el aguinaldo ni los aumentos, y de abonar los sueldos en cuotas.

## Revistas
La Editorial Perfil produce o produjo las revistas temáticas:
- Noticias (política, actualidad, sociales)
- Caras (farándula local e internacional)
- Mía (femenina)
- Fortuna (negocios y economía)
- Marie Claire (edición argentina de la revista de moda femenina francesa)
- Semanario (espectáculos, relanzada en 2020)[26]
- Parabrisas (automotores)
- Weekend (tiempo libre)
- Exitoína (espectáculos)

### Revistas que dejaron de circular
- Revista Libre
- La Semana (cambió su nombre a Noticias en 1989)
- Tal cual (cambió su nombre a Caras en 1992)
- Mujer
- Súper Campo
- Look
- Máxima
- Descubrir
- Magazine Deportivo
- Alegría
- Luz (ahora circulando como suplemento del diario Perfil)
- Pisteros, después llamada Rápidos y furiosos
- Diario Libre
- Luna
- Luna Teen
- Foco
- Hombre (ahora en formato digital)
- Claro
- Espectador
- Crucigrama

## Sitios web

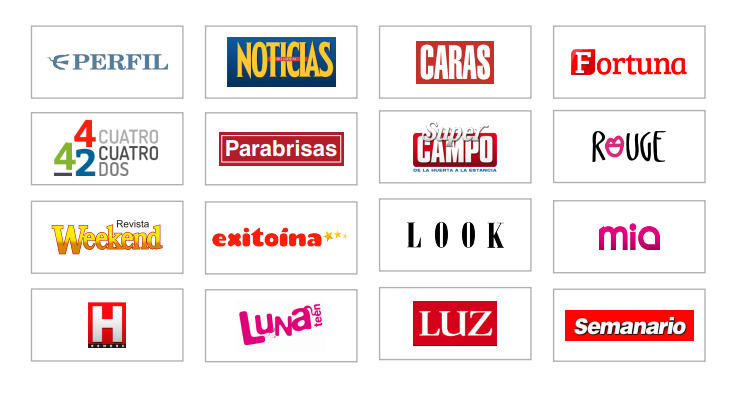
Sitios de Editorial Perfil.

La editorial cuenta actualmente con varios sitios web: Perfil.com, Noticias, Caras, Parabrisas, Weekend, Fortuna, Marie Claire, el sitio de información deportiva 442 y el sitio web de espectáculos Exitoína.

## Reconocimientos
- Premio María Moors Cabot de la Universidad de Columbia como reconocimiento a la trayectoria de la revista "Noticias" y a su fundador Jorge Fontevecchia.